# New Yorker (abbigliamento)
New Yorker è un'azienda tedesca di abbigliamento.

## Storia
New Yorker risale al 1971, anno in cui venne inaugurato il suo primo punto vendita a Flensburgo. L'azienda è oggi una multinazionale che conta oltre 1.200 negozi sparsi in 47 paesi e oltre 23.000 dipendenti.